# Norbert Trieloff
Pour les articles homonymes, voir Trieloff.
Norbert Trieloff (né à Rostock, le 24 août 1957) est un footballeur est-allemand qui évoluait au poste de milieu de terrain. 
Il remporte la médaille d'argent aux Jeux olympiques de 1980. Il gagne par ailleurs le championnat de RDA neuf fois de suite, de 1978 à 1987, avec l'équipe du Dynamo Berlin.